# Antonella Serra Zanetti
Antonella Serra Zanetti (Modena, 1980. július 25. –) olasz teniszezőnő. 1995-ben kezdte profi pályafutását, hat egyéni és öt páros ITF-torna győztese. Legjobb egyéni világranglista-helyezése hatvanadik volt, ezt 2006 januárjában érte el.

## Év végi világranglista-helyezései
| Év       | 1995 | 1996 | 1997 | 1998 | 1999 | 2000 | 2001 | 2002 | 2003 | 2004 | 2005 | 2006 | 2007 | 2008 |
| Helyezés | 855. | 451. | 340. | 183. | 181. | 184. | 184. | 92.  | 107. | 99.  | 64.  | 316. | 332. | 754. |

## Külső hivatkozások
- Antonella Serra Zanetti profilja a WTA oldalán (angolul)
- Antonella Serra Zanetti profilja az ITF oldalán (angolul)
- Antonella Serra Zanetti profilja a Billie Jean King-kupa oldalán (angolul)